# Alberto Baumann
Alberto Baumann (Milano, 12 maggio 1933 – Roma, 1º novembre 2014) è stato un giornalista, scrittore, pittore e scultore italiano.
Come giornalista iniziò come inviato de La Nazione di Firenze. Ha collaborato al Mondo di Pannunzio. Ha scritto nella terza pagina de L'Umanità con una sua rubrica di elzeviri.

Come scrittore, sono stati pubblicati un libro di racconti (Se esco vivo da qui) e due raccolte di poesie (Il sapore delle cose, Ti presento il Signore Dio tuo). 
Negli anni 1970 ha collaborato ad una delle prime televisioni commerciali romane, la GBR, inventandosi trasmissioni in seguito riprese da reti nazionali.

## L'artista
Artista poliedrico, la cui opera pittorica si ispira al primo astrattismo, benché nelle sue composizioni siano riconoscibili, in grado o misura diversi, elementi figurativi che danno al suo discorso una personalissima piega filosofica di origine letteraria. Tali elementi si ritrovano nelle sue sculture, per lo più in ferro, spesso ricavate da rifiuti industriali. 

Opere di Alberto Baumann sono esposte in collezioni private e pubbliche.

## Galleria d'immagini

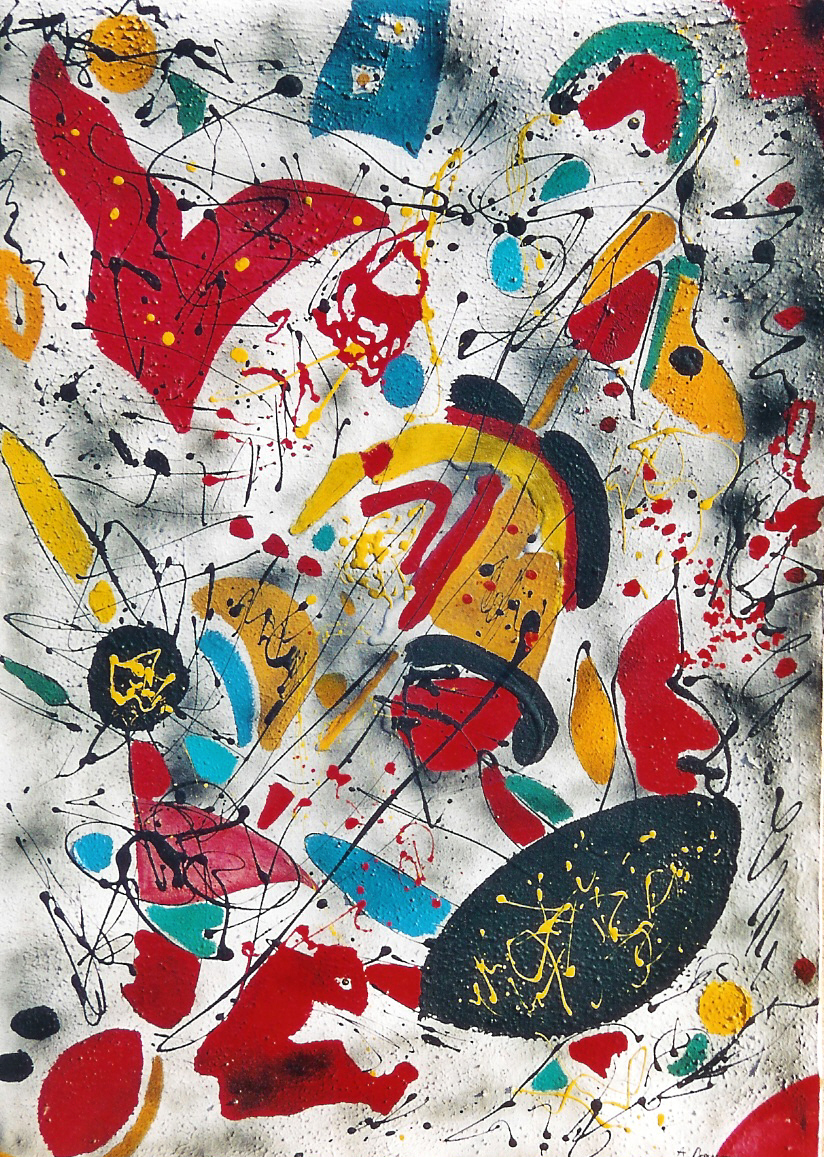
Il Carnevale, 1985, cm.120x100
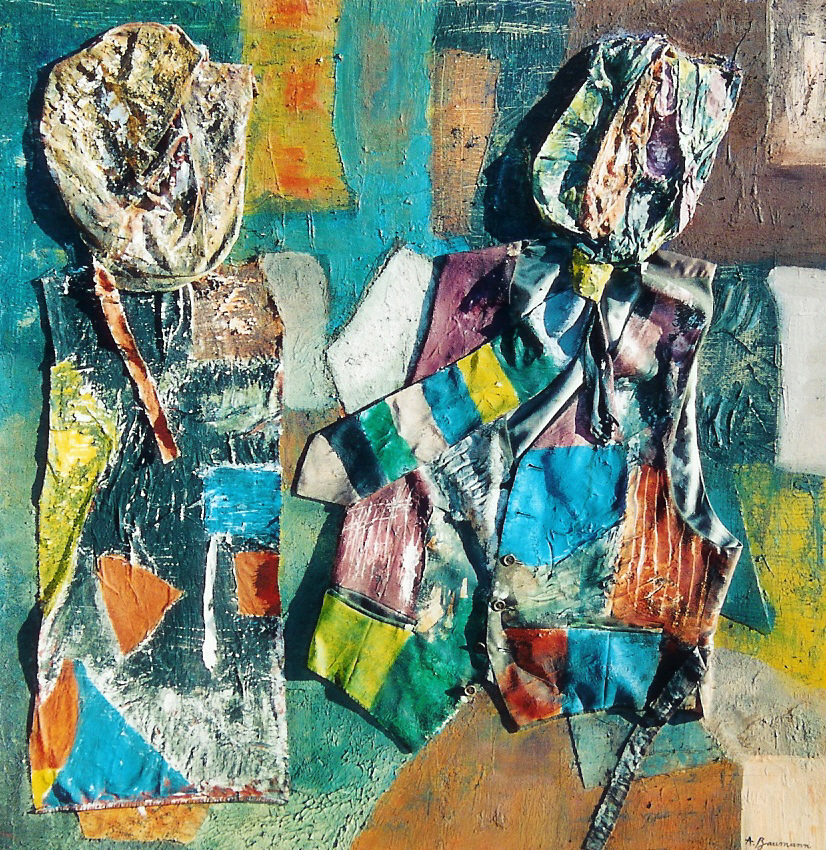
Eredità del Ventesimo Secolo, 1980, cm.100x100
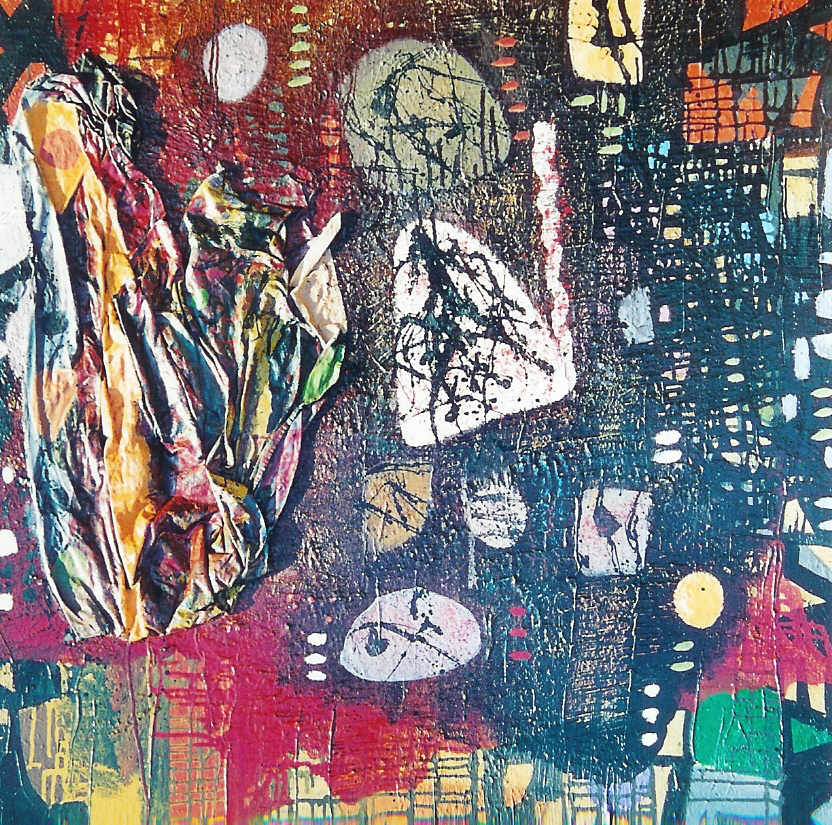
Maschere, 1998, cm.100x100
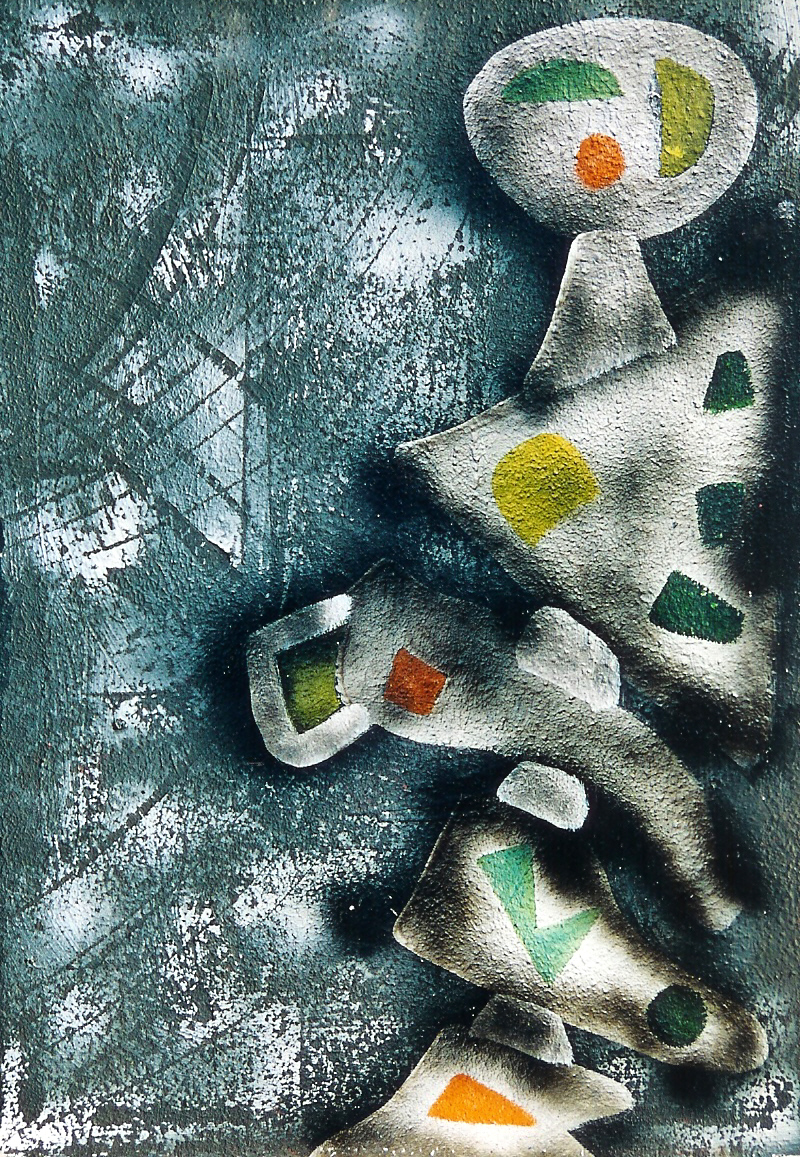
Una notte un attore 1987, cm.100x120
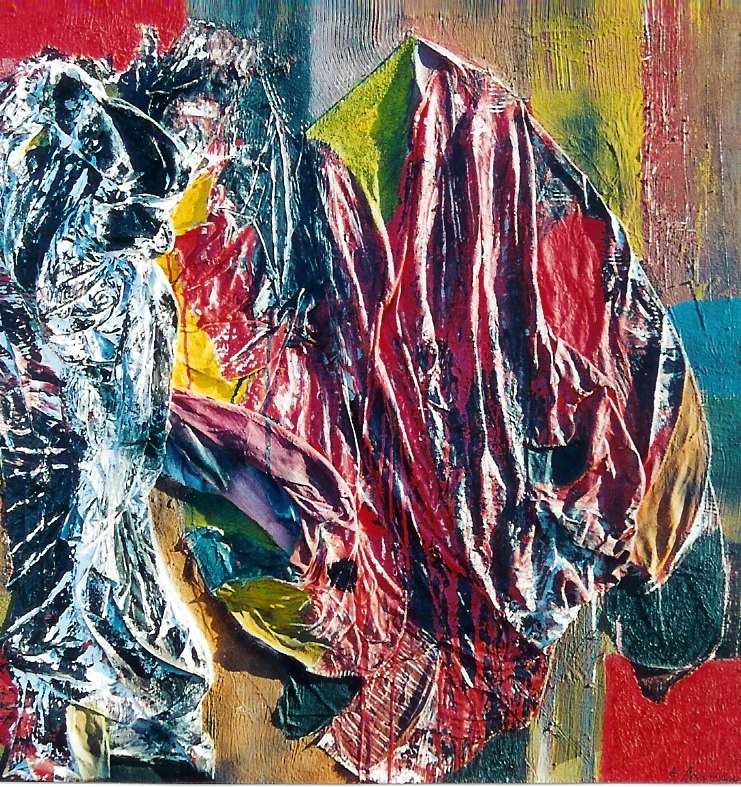
Storia del tempo n° 1 1982